# Іван Городиський
Іва́н Городи́ський (? — до 1575) — руський (український) шляхтич, гербу Корчак. Протопласт роду волинських Городиських. Зем'янин у Луцькому повіті Волинського воєводства Великого князівства Литовського, згодом Корони Польської. Військовий та державний діяч. Родове гніздо — Городище.

## Відомості
Іва́н Городи́ський є протопластом шляхетського роду Городиських на Волині. Існують також самбірські та холмські шляхетські роди Городиських. 
До 1539 року обіймав посаду підскарбія Іллі князя Острозького. На 1548 рік вже володів маєтком Городище від якого й узяв собі прізвище. Тоді ж мав спір за нього з королівським дворянином Семеном Бабинським. До того, на 1545 рік Городищем володів боярин Яцько Жабокрицький, а по його смерті вдова Зиновія Мордвинівна.   
У середині XVI століття Іван Городиський — староста Дорогобужа, урядник Дорогобузького замку який належав київському воєводі Василю-Костянтину князю Острозькому. У другій половині XVI століття Дорогобуж — важливий річковий порт з власною митницею звідки сплавляли попіл, поташ, ліс, зерно, тощо.  
Іван Городиський серед інших волинських шляхтичів які у 1569 році підписували умови Люблінської унії. Відомо, що крім Городища мав у володінні село Новоставці. У своєму тестаменті від 1574 року написав: "Я з молодості літ моих служил отцу брату і єго милості, дали-бог — вірно яко на почтивого чоловіка и слугу належало". Також розпорядився перед смертю й просив опікунів своїх заплатити: "наимитом, роботником, слугамъ, возникамъ, што имъ винно." Перед смертю його доглядала невістка, удова сина Івана — Катерина Андріївна Бабинська. Помер від хвороби будучи у поважному віці, у кінці 1574 року. Похований при Успенському монастирі в Дорогобужі. 

## Сім'я
Відомі сини Івана Городиського — Іван та Кіндрат (Кодрат) Городиські. Старший син, Іван Іванович Городиський у шлюбі з Катериною Андріївною Бабинською. У 1559 році виклопотав у короля Зиґмунда ІІ Августа для Городища статус містечка. У 1572 році був звинувачений на луцькому Ґроді володимирським підстаростою Станіславом Ґраєвським за збройний напад на його людей, які "ралили на бармацких кгрунтах". Цей докумнт є останньою його прижиттєвою згадкою. Діти Івана Івановича Городиського та Катерини Андріївни Бабинської: Іван, Семен та Євдокія Городиські.  
Нащадки Кіндрата Івановича Городиського не відомі. У 1575 році судився з удовою брата Катериною Бабинською за спадок батька.